# Шкаре
Шкаре су насељено мјесто у Лици. Припадају граду Оточцу, Личко-сењска жупанија, Република Хрватска.

## Географија
На западу се налазе Подум и Оточац, на источној страни се налазе Дољани, сјеверно је Главаце, а јужно од Шкара је Залужница. Шкаре су од Оточца удаљене 7 км сјевероисточно.

## Историја
Шкаре су се од распада Југославије до августа 1995. године налазиле у Републици Српској Крајини.

## Насељавање Лике и Гацке долине
Године 1658. из кореничког подручја насељена ја Гацка долина (Залужница, Дољани, Шкаре, Главаце, Старо Село, Компоље, Понор и Подум) Били су то Усорчани (Усорци) или Вилићани који су 1592. стигли из Усоре свог етапног пребивалишта. Преживели су : Агбабе. Алекшић, Аралица, Бабић, Бањанин, Батинић, Боровац, Божичковић, Божић, Бракус, Цвјетичанин, Чубрило, Ћурчић, Диклић, Дивјак, Грбић. Гријак, Гутеша, Хинић, Хркаловић, Иванчевић , Ивкoвић, Јерковић, Калешић, Каменко, Кангрга, Кончар, Кошић, Кресовић, Кукић, Лаврња, Лемајић, Лолић, Лукинић, Лужајић, Мандић, Маријан, Машић, Матић, Миховиловић, Микић, Милаковић, Мирковић, Напрта, Наранчић, Навала, Опачић, Паскаш, Павичић, Поповић, Поткоњак, Познић, Предовић, Пригмиз, Пухар, Пуповац, Ракић, Ружић, Савић, Секиз (Секић), Скенџић, Предовић, Свилар, Шеган, Шкорић, Штетић, Штула, Шушњић, Варда, Влаисављевић, Војводић, Вујанић, Вукмановић, Вукмировић, Вуксан, Вуњак и др.
Њима припадају и неки родови (презимена) који су раније стигли или били расути по планинама, а овде је 78 родова с 90 породица и око 1000 душа од којих је 309 било под оружјем. Њима спада још 12 породица пресељених 1655. године у Плашки.
„Ови родови су један од најјачих српских скупова у Лици“ По њиховом досељењу генерал Херберштајн пише: „Ове Усорце хвале ми са свих страна моји стари граничари, што су под мојом управом и веле да су то витешки и најпоштенији људи између свих крајишника што их је под Турцима“

## Списак презимена
Списак презимена и број домаћинстава у Шкарама из 1915. (Племенски рјечник личко-крбавске жупаније) – По службеним подацима крајем 1915.
- Аралица    — (11) домаћинстава
- Бањанин    — (8)
- Божичковић — (23)
- Божић      — (13)
- Ћурчић     — (1)
- Диклић     — (5)
- Дивјак     — (3)
- Дуганџија  — (1)
- Гутеша     — (1)
- Каменко    — (10)
- Кресовић   — (6)
- Мандић     — (5)
- Машић      — (6)
- Напрта     — (1)
- Опачић     — (1)
- Паскаш     — (6)
- Павичић    — (12)
- Познић     — (2)
- Пухар      — (1)
- Ракић      — (8)
- Савић      — (1)
- Секиз      — (2)
- Скенџић    — (14)
- Стојановић — (36)
- Свилар     — (10)
- Вуњак      — (1)

## Други свјетски рат
По српским селима среза оточачког одмах су постављене јаке хрватске страже, које су претресале српске куће, хапсиле и злостављале виђеније Србе, и православне свештенике. Свештенику Петру Милеуснићу, пароху шкарачком, два пута су претресали стан а затим га одвели у жандармеријску станицу Оточац. Ту је свучен до кошуље и испребијан по леђима широким и дебелим кожним каишем до изнемоглости. Затим је пуштен кући и припрећено му је да се не сме никуда макнути.
Управо у току 1944. године, док се назирао крај рата усташе из злогласне Месићеве бојне почињу крвави обрачун са српским устаничким селима. У Дивјацима, засеоку села Шкаре, поклали су 17 жена, деце и стараца.
Са подручја ова два среза (Оточац и Бриње) у директном усташком геноциду убијено је 2.076, или 10% српске популације.

## Култура
У Шкарама је сједиште истоимене парохије Српске православне цркве. Парохија Шкаре припада Архијерејском намјесништву личком у саставу Епархије Горњокарловачке. У Шкарама је постојао храм Српске православне цркве Светог оца Николаја саграђен 1848. године, миниран након Другог свјетског рата. Обновљен је 1978. године, а оштећен 1995. године. Парохију сачињавају: Шкаре, Главаце и Подум.
Већина становништва слави следеће Славе: Св, Архангел, Св. Никола, Св. Јован и Ђурђевдан. Сеоска слава (збор) била је Св. Сава.

## Становништво
Према попису из 1991. године, насеље Шкаре је имало 409 становника, међу којима је било 403 Срба, 3 Хрвата и 2 Југословена. Срби су махом избегли 1995. године, углавном у Србију. До данас мањи број њих се вратио у Шкаре. Према попису становништва из 2001. године, Шкаре је имало 12 становника. Шкаре су према попису становништва из 2011. године, имале 36 становника.
| Националност       | 1991. | 1981. | 1971. | 1961. |
| Срби               | 403   | 413   | 527   | 682   |
| Југословени        | 2     | 30    | 4     | 3     |
| Хрвати             | 3     | 2     | 7     | 24    |
| Македонци          |       |       |       | 1     |
| остали и непознато | 1     | 4     | 1     |       |
| Укупно             | 409   | 449   | 539   | 710   |

| Демографија | Демографија | Демографија |
| Година      | Становника  | Становника  |
| ----------- | ----------- | ----------- |
| 1961.       | 710         |             |
| 1971.       | 539         |             |
| 1981.       | 449         |             |
| 1991.       | 409         |             |
| 2001.       | 12          |             |
| 2011.       |             | 36          |

## Попис 1991.
На попису становништва 1991. године, насељено место Шкаре је имало 409 становника, следећег националног састава:
| Попис 1991.‍ | Попис 1991.‍ | Попис 1991.‍ | Попис 1991.‍ | Попис 1991.‍ |
| ----------- | ----------- | ----------- | ----------- | ----------- |
|             |             |             |             |             |
| Срби        | Срби        |             | 403         | 98,53%      |
| Хрвати      | Хрвати      |             | 3           | 0,73%       |
| Југословени | Југословени |             | 2           | 0,48%       |
| непознато   | непознато   |             | 1           | 0,24%       |
| укупно: 409 |             |             |             |             |

## Познате личности
- Стојан Аралица, српски сликар и графичар